# Fei Mu

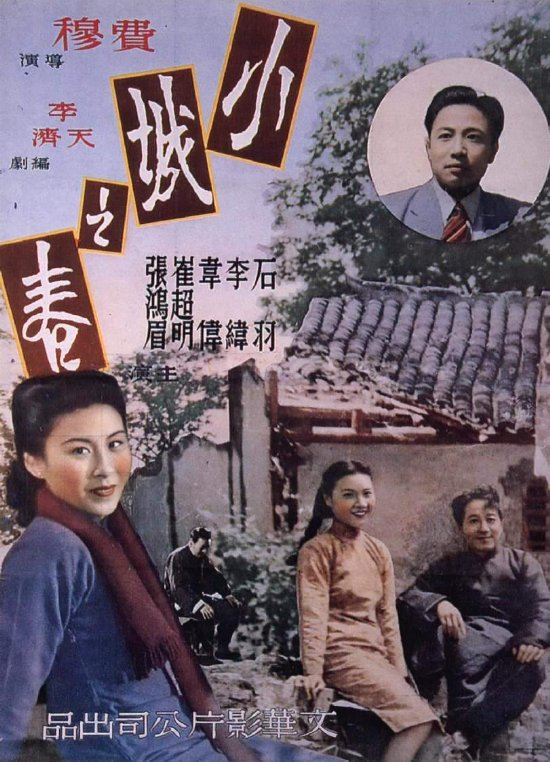
Cartell de Spring in a Small Town

Fei Mu (xinès simplificat: 费穆) (Xangai 1906 - Hong Kong 1951) guionista i director xinès de cinema. Un dels directors xinesos més influents del segle xx.

## Biografia
Fei Mu va néixer el 10 d'octubre de 1906 a Xangai, en el si d’una família conservadora de Suzhou, que des de la infància li va inculcar un sentit dels valors morals confucians. Amants, a més, de les arts tradicionals xineses, transmeten al seu fill, el gran de quatre fills, el seu amor per l’òpera, l’òpera Kun, i l'òpera de Pequín.
El 1916, la família es va traslladar a Pequín. Fei Mu hi va assistir a un liceu francès; després aprendrà anglès, rus, alemany i italià.
Mentre estava a l'escola, Fei va coincidir amb altres alumnes obsessionats pel cinema. Amb dos d’ells, Zhu Shilin i He Mengfu, que també van ser directors, va iniciar una revista de cinema anomenada Haolaiwu (Hollywood).
El 1924, després de graduar-se, va acceptar els desitjos de la seva família i va començar a treballar de comptable en una mina de sal a Hubei i més tard en una empresa financera sino-francesa de Tianjin, i va compaginar la feina amb crítiques sobre cinema en diverses revistes.
Als 20 anys, el 1926, es va casar amb Wu Mei. La parella tindria un fill, Barbara Fei, nascuda el 1931, que es convertiria en una famosa cantant d'òpera a Hong Kong.
El 1930, Fei Mu finalment va decidir seguir la seva veritable passió i va entrar al món del cinema; va començar a treballar com a editor en cap del departament d'informació de North China Film Company. La seva feina implicava traduir subtítols i escriure sinopsis de pel·lícules .El 1932, se li va oferir una feina a la Lianhua Film Company i es va traslladar de nou a la seva ciutat natal, Xangai. A Lianhua, Fei va treballar per primera vegada com a ajudant d del director Hou Yao, autor del primer llibre xinès sobre com fer cinema.director Hou Yao.
La seva primera pel·lícula 城市之夜 (Night in the City (1933) va sorprendre a la crítica i la pel·lícula va ser un èxit de públic.
El 1934 a la Xina es va posar en marxa el "Moviment per la nova vida" impulsat pel Guomindang de Chiang Kai-sek i la seva esposa Soong Mei-ling. Un dels films que millor exemplifiquen aquest moviment va ser 天倫 (Song of China) produïda per Lianhua i codirigida amb Lo Mingyou el 1935 per Fei Mu.
La Segona Guerra sino-Japonesa estava en vigor el 1937 i, al novembre d'aquest mateix any, Xangai estava ocupada pels japonesos. Durant aquell any, Fei va aconseguir dirigir quatre pel·lícules, profundament nacionalistes i tenien la intenció de lluitar contra l'hegemonia japonesa, un tema comú a les pel·lícules de Fei Mu. Juntament amb molts dels seus compatriotes, van fugir de l’ocupació japonesa i van anar a Hong Kong.
El 1940 va rodar un biopic sobre Confuci, però la còpia no es va trobar fins a l'any 2001 que va se restaurada i estrenada en el Festival Internacional de Cinema de Hong Kong de l'any 2009.
El 1948, va produir el que continua sent una obra mestra del cinema xinès:小城之春 (Spring in a Small Town) però no va estar disponible fins que a principis dels 80, la China Film Archive va restaurar l'única còpia que quedava i amb la col·laboració de Mei Lanfang, va dirigir la primera pel·lícula en color de la Xina, "Eternal Regret" o "A Wedding in the Dream".
El 1949 va dirigir 生死恨 (Wedding in the Dream) que com a curiositat va incorporar en el repartiment a l'actriu Lan Ping ó Jiang Qing (de nom real Li Shumeng), que més tard va arribar a ser l'esposa de Mao Zedong i un dels líders de la Revolució Cultural i membre de la Banda dels Quatre.
El 1949, com molts altres cineastes i intel·lectuals xinesos, Fei Mu va fugir a Hong Kong després de l’aparició del règim comunista. Amb Zhu Shilin (朱石麟) i Fei Luyi, hi va fundar la productora Longma (龙马 影片 公司). El 1950, però, va tornar a Pequín per servir el nou règim.
Fei Mu ha estat sobrenomenat "director poeta" per la seva experimentació amb el simbolisme dirigita les formes i la a contemplació filosòfica del cinema com a mitjà visual modern de subjectivitat.
Va morir d'un atac de cor el 30 de gener de 1951.

## Filmografia destacada
| Any  | Títol anglès                  | Títol xinès  |
| 1933 | Night in the City             | 城市之夜     |
| 1934 | A Sea of Fragrant Snow        | 香雪海       |
| 1934 | Life                          | 人生         |
| 1935 | Song of China                 | 天倫         |
| 1936 | Blood on Wolf Mountain        | 狼山喋血記   |
| 1937 | Martyrs of the Northern Front | 北戰場精忠錄 |
| 1937 | Gold-Plated City              | 鍍金的城     |
| 1937 | Murder in the Oratory         | 斬經堂       |
| 1937 | Nightmares in Spring Chamber  | 夢斷春閨     |
| 1940 | Confucius                     | 孔夫子       |
| 1941 | Children of the World         | 世界兒女     |
| 1941 | The Beauty                    | 國色天香     |
| 1941 | Songs of Ancient China        | 古中國之歌   |
| 1946 | The Magnificent Country       | 錦繡山河     |
| 1948 | The Little Cowheard           | 小放牛       |
| 1948 | A Wedding in the Dream        | 生死恨       |
| 1948 | Spring in a Small Town        | 小城之春     |